# Ulrich Segna
Ulrich Segna (* 1969) ist ein deutscher Rechtswissenschaftler und Hochschullehrer an der EBS Universität für Wirtschaft und Recht in Wiesbaden.

## Leben
Segna studierte ab 1990 Rechtswissenschaften an der Universität Osnabrück, wo er 1995 sein Erstes Juristisches Staatsexamen bestand. Anschließend nahm er kurzzeitig einen öffentlich-rechtlichen Lehrauftrag wahr, bevor er 1996 eine Stellung als wissenschaftlicher Mitarbeiter am Osnabrücker Lehrstuhl von Theodor Baums antrat. Dort arbeitete er bis 1999. Von 1999 bis 2001 leistete er sein Referendariat am Kammergericht in Berlin ab, das er 2001 mit dem Zweiten Staatsexamen beendete. Im selben Jahr erfolgte in Osnabrück seine Promotion zum Dr. iur. Von 2002 bis 2003 arbeitete er als Referent beim Bundesverband deutscher Banken. Anschließend trat er eine Juniorprofessur mit dem Schwerpunkt deutsches und europäisches Gesellschaftsrecht an Universität Frankfurt am Main an, während der er an seiner Habilitation arbeitete. Diese schloss er im Juli 2013 in Frankfurt am Main ab und erhielt die Venia legendi für die Fächer Bürgerliches Recht, Handels- und Wirtschaftsrecht sowie Rechtsvergleichung.
Bereits vor Vollendung seiner Habilitation war Segna von 2009 bis 2014 assistant chercheur an der Universität Luxemburg. Ab März 2013 hatte er einen Lehrauftrag an der Universität Liechtenstein inne. Von 2014 bis 2015 hatte er verschiedene Lehraufträge an der EBS Universität Wiesbaden inne. Seit Juni 2014 war zudem als Dozent im Masterstudiengang „Auditing and Accounting“ der Universitäten Bochum und Münster tätig. Im Wintersemester 2014/15 und dem darauffolgenden Sommersemester vertrat er einen Lehrstuhl an der Universität Heidelberg. Seit Oktober 2015 hat er den  Lehrstuhl für Bürgerliches Recht, Handels- und Wirtschaftsrecht, Recht der Non-Profit-Organisationen an der EBS Universität Wiesbaden inne. Seit Juli 2020 ist er Dekan der EBS Law School.
Seit 1990 ist er Mitglied der katholischen Studentenverbindung AV Widukind Osnabrück.

## Werke (Auswahl)
Segnas Forschungsschwerpunkte liegen vor allem im Wertpapierrecht, im Bankrecht, im Gesellschaftsrecht und dem Vereinsrecht.
- Vorstandskontrolle in Großvereinen. Duncker & Humblot, Berlin 2002, ISBN 978-3-428-10650-9 (Dissertation).
- Bucheffekten. Intermediärverwahrte Wertpapiere im deutschen und schweizerischen Recht – ein rechtsvergleichender Beitrag zur Modernisierung des deutschen Depotrechts. Mohr Siebeck, Tübingen 2017, ISBN 978-3-16-153012-8 (Habilitationsschrift).